# Liste der Baudenkmale in Blankenhagen
In der Liste der Baudenkmale in Blankenhagen sind alle Baudenkmale der Gemeinde Blankenhagen (Landkreis Rostock) und ihrer Ortsteile aufgelistet (Stand 10. Februar 2021).

## Legende
In den Spalten befinden sich folgende Informationen:
- ID-Nr: Die Nummer wird von den Denkmalämtern der Landkreise vergeben. Wenn sie nicht bekannt ist, bleibt die Spalte leer. In dieser Spalte kann sich zusätzlich das Wort Wikidata befinden, der entsprechende Link führt zu Angaben zu diesem Denkmal bei Wikidata.
- Lage: die Adresse des Denkmales und die geographischen Koordinaten.
Link zu einem Kartenansichtstool, um Koordinaten zu setzen. In der Kartenansicht sind Denkmale ohne Koordinaten mit einem roten bzw. orangen Marker dargestellt und können in der Karte gesetzt werden. Denkmale ohne Bild sind mit einem blauen bzw. roten Marker gekennzeichnet, Denkmale mit Bild mit einem grünen bzw. orangen Marker.
- Bezeichnung: Bezeichnung, so wie sie in den offiziellen Listen der Denkmalämter steht. Ein Link hinter der Bezeichnung führt zum Wikipedia-Artikel über das Denkmal. Wenn die Bezeichnung der Denkmalämter inhaltlich fehlerhaft ist, ist in der Spalte „Beschreibung“ darauf hinzuweisen.
- Beschreibung: Beschreibung des Denkmales
- Bild: ein Bild des Denkmales und gegebenenfalls einen Link zu weiteren Fotos des Denkmals im Medienarchiv Wikimedia Commons

## Blankenhagen
| ID  | Lage                                                  | Bezeichnung                                      | Beschreibung | Bild                |
| --- | ----------------------------------------------------- | ------------------------------------------------ | --- | ------------------- |
| 158 | Dorfstraße (Karte)                                    | Kirche mit Friedhof                              | Frühotische Dorfkirche Blankenhagen als Feldsteinkirche mit kreuzrippengewölbten, zweijochigen Chor vom 13. Jahrhundert; Langhaus mit Triumphbogen; späterer hölzerner Westturm mit vierseitigem Spitzhelm; Sanierung von 1964; 1318 erstmals urkundlich erwähnt, sie gehörte zum Archidiakonat Rostock, Stifter war die Familie von Moltke. | Kirche mit Friedhof |
| 157 | Dorfstraße 25 (Karte)                                 | Pfarrhaus                                        | Eingeschossiges Pfarrhaus mit Zwerchgiebel und Krüppelwalmdach. | Pfarrhaus           |
| 159 | Ausbau 3 (Karte)                                      | Windmühle und Ziehbrunnen                        | |                     |
| 160 | Völkshäger Straße (bei Nr. 2)/Ecke Dorfstraße (Karte) | Kriegerdenkmal 1914/18 und Gedenkstein 1813–1913 | |                     |
| 161 | Wulfshäger Straße 7 (Karte)                           | Hallenhaus                                       | |                     |
| 162 | Schulweg 4 (Karte)                                    | Windmühle                                        | |                     |

## Quelle
Denkmalliste des Landkreises Rostock A ‐ Z (Stand: 10. Februar 2021; PDF, 497 KB)